# Шницлер, Абрахам Исраэл
Абрахам Исраэл Шницлер (нидерл. Abraham Israel Schnitzler, часто A. J. Schnitzler; 13 марта 1833, Роттердам — 27 июня 1915, Роттердам) — нидерландский музыкант еврейского происхождения.
Начал учиться музыке у своего дяди Давида Шницлера (1806—1886), затем занимался под руководством роттердамских музыкантов И. Й. Баумгартена и Бартоломеуса Турса и наконец завершил образование в Амстердаме у Бернарда Коха.
Выступал в Роттердаме как солист, второй концертмейстер Роттердамской оперы и участник струнного квартета, концертировавшего в городе на протяжении 25 лет. Одновременно уже в 1852 году основал и возглавил еврейский лидертафель «Арфа Давида» (нидерл. Harpe Davids), выступавший как в городской синагоге, так и с концертными программами. Также вёл педагогическую работу, его учеником был Йозеф ван Вен.
Двоюродный племянник — Луи (Леви) Шницлер (1869—1933), пианист и композитор.